# Podjazd (wojsko)
Podjazd – oddział kawalerii wyznaczony do prowadzenia działań rozpoznawczych.
Regulaminy walki Wojska Polskiego w II Rzeczypospolitej stanowiły, że jego skład, w zależności od zadania jakie otrzymał, może wynosić od plutonu wzmocnionego obsługą ckm do pułku kawalerii. Należało wyznaczyć mu kierunek lub pas działania i kolejne obiekty do rozpoznania. Działał zazwyczaj do odległości 50 kilometrów.
Podjazd wzmacniany był piechotą na wozach, samochodach lub rowerach. Przydzielano mu także środki artyleryjskie i łączności.